# Georg Ehrenreich von Werther
Georg Ehrenreich von Werther (* 4. Mai 1742 in Gersdorf, Kreis Dramburg; † 1816 in Ratibor) war ein preußischer Generalmajor und Chef des Kürassierregiments Nr. 12.

## Leben

### Herkunft
Seine Eltern waren Hans Heinrich von Werther († 1754) und dessen Ehefrau Elisabeth Dionysia Philippine, geborene von Borcke (1702–1762), eine Tochter des Kanzlers der Neumark Georg Matthias von Borcke (1671–1740) und Schwester des Ministers Kaspar Wilhelm von Borcke. Sein Vater war preußischer Hauptmann a. D. im Infanterieregiment Nr. 22 sowie Erbherr von Alt-Strudnitz und Kallies. Der Generalleutnant Philipp August Wilhelm von Werther (1729–1802) war sein Bruder.

### Militärlaufbahn
Werther wurde im Jahr 1756 Standartenjunker im Kürassierregiment Nr. 4. Im Siebenjährigen Krieg nahm er an den Schlachten von Prag, Breslau, Leuthen, Hochkirch, Torgau und Freiberg teil.
Während des Krieges wurde er am 10. Februar 1758 Kadett und am 9. März 1760 Leutnant.
Nach dem Krieg dauerte es bis zum 1. Juni 1772, als er zum Stabsrittmeister aufrückte und am 6. Juli 1775 wurde er Rittmeister und Kompaniechef. Als solcher nahm er dann am Bayerischen Erbfolgekrieg teil. Am 1. November 1781 wurde er dann Major, am 11. August 1790 Oberstleutnant und am 20. Mai 1792 Oberst. Als solcher beteiligte er sich dann an der Niederschlagung des nationalpolnischen Kościuszko-Aufstands. Am 11. September 1796 erhielt Werther den Posten als Regimentskommandeur. Der König ernannte ihn am 1. Mai 1798 zum Chef des Kürassierregiments Nr. 12. Seine Beförderung zum Generalmajor erfolgte dann bereits am 20. Mai 1798. Am 12. Dezember 1803 erhielt er seine Demission mit einer Pension von 1000 Talern. Nach dem verlorenen Krieg von 1806 erhielt er nur noch die halbe Pension, aber ab 1814 wieder die volle. Er starb 1816 in Ratibor.